# فرنوک‌پان
فرنوک‌پان (به لاتین: Verneukpan) یک نمکزار گسترده در آفریقای جنوبی است که در کنهارت واقع شده‌است.
یک پهنه نمکی خشک بین سوارتکوپ و دیمانس‌پوت در استان کیپ شمالی، آفریقای جنوبی قرار دارد. فرنوگ به زبان آفریکانس به معنی فریب دادن، گمراه کردن است. 
در فصول بارانی، بسیاری از پرندگان به این نمکزار می‌آیند. سطح آن کاملاً صاف است و تقریباً ۵۷ کیلومتر طول و ۱۱ کیلومتر عرض دارد.